# Lannilis
Lannilis è un comune francese di 5 708 abitanti situato nel dipartimento del Finistère nella regione della Bretagna.

## Geografia fisica
Il comune è attraversato dal fiume Aber Wrac'h.

## Società

### Evoluzione demografica
Abitanti censiti